# Colibrí ermità de Yaruqui
El colibrí ermità de Yaruqui (Phaethornis yaruqui) és una espècie d'ocell de la família dels troquílids (Trochilidae). Va ser descrit per l'ornitòleg francès Jules Bourcier el 1851.

## Descripció
És un ermità gros i fosc amb un bec corbat molt, molt llarg. De color verdós fosc amb una cella bufa i un bigoti blanc. Té una la llarga cua graduada amb una punta blanca. És comú a les terres baixes i contraforts, fins a uns 1.300 m d'altitud. Es troba dins dels boscos i també a terres de conreu i jardins. Es manté baix, passant ràpidament al voltant dels pegats de flors del sotabosc.

## Distribució
Habita els boscos de l'oest de Colòmbia i de l'Equador. Perd hàbitat per la desforestació, i la població en minva, però roman lluny dels números crítics. Així donc la Llista Vermella de la UICN el classifica en la categoria de risc mínim.